# Фехраль
Фехра́ль (назва утворена від лат. Fe(rrum) — залізо, лат. Chr(omium) — хром та лат. Al(uminium) — алюміній) — загальна назва групи жаротривких прецизійних сплавів на залізній основі, що містять 8…15 % Cr та 3,5–5,5 % Al.

## Властивості
Фехраль поєднує у своїх властивостях жаротривкість з високим питомим електричним опором (1,15…1,35 Ом·мм²/м); температура плавлення близько 1470 °С, густина біля 7300 кг/м³.
Фехраль поступається за жаротривкістю хромалю, але є дешевшим від нього і характеризується вищою технологічною пластичністю при гарячому та холодному деформуванні. Випускається переважно у вигляді дроту чи стрічки. Застосовується зазвичай як замінник ніхрому для виготовлення елементів електричних опорів (резисторів), що працюють з нагріванням до температури не вищої за 900…950 °С.
За ГОСТ 10994-74 випускається Фехраль марки X13Ю4.